# Pulse of Europe

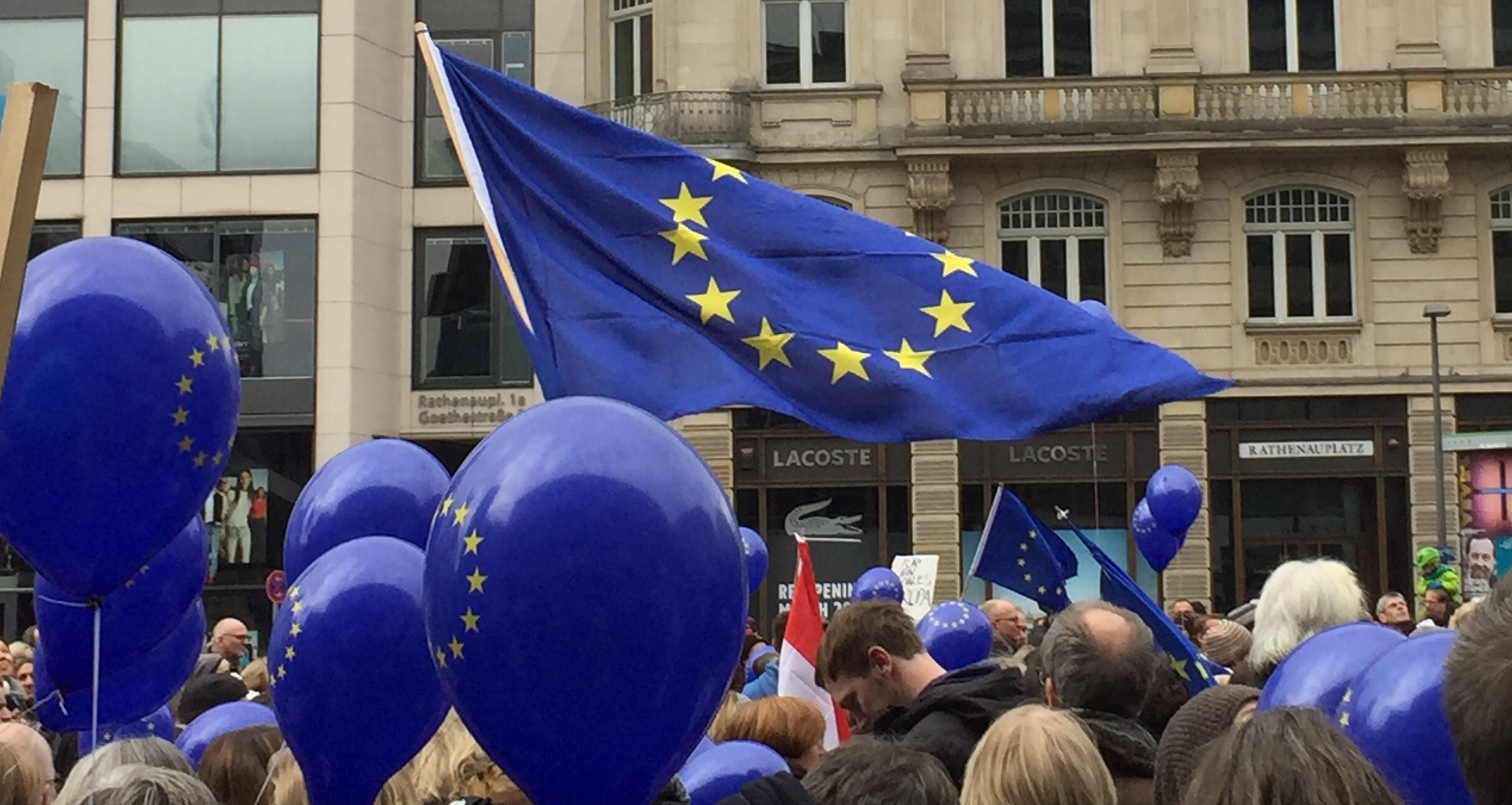
Pulse of Europe: Publiczna demonstracja we Frankfurcie, 19 lutego 2017

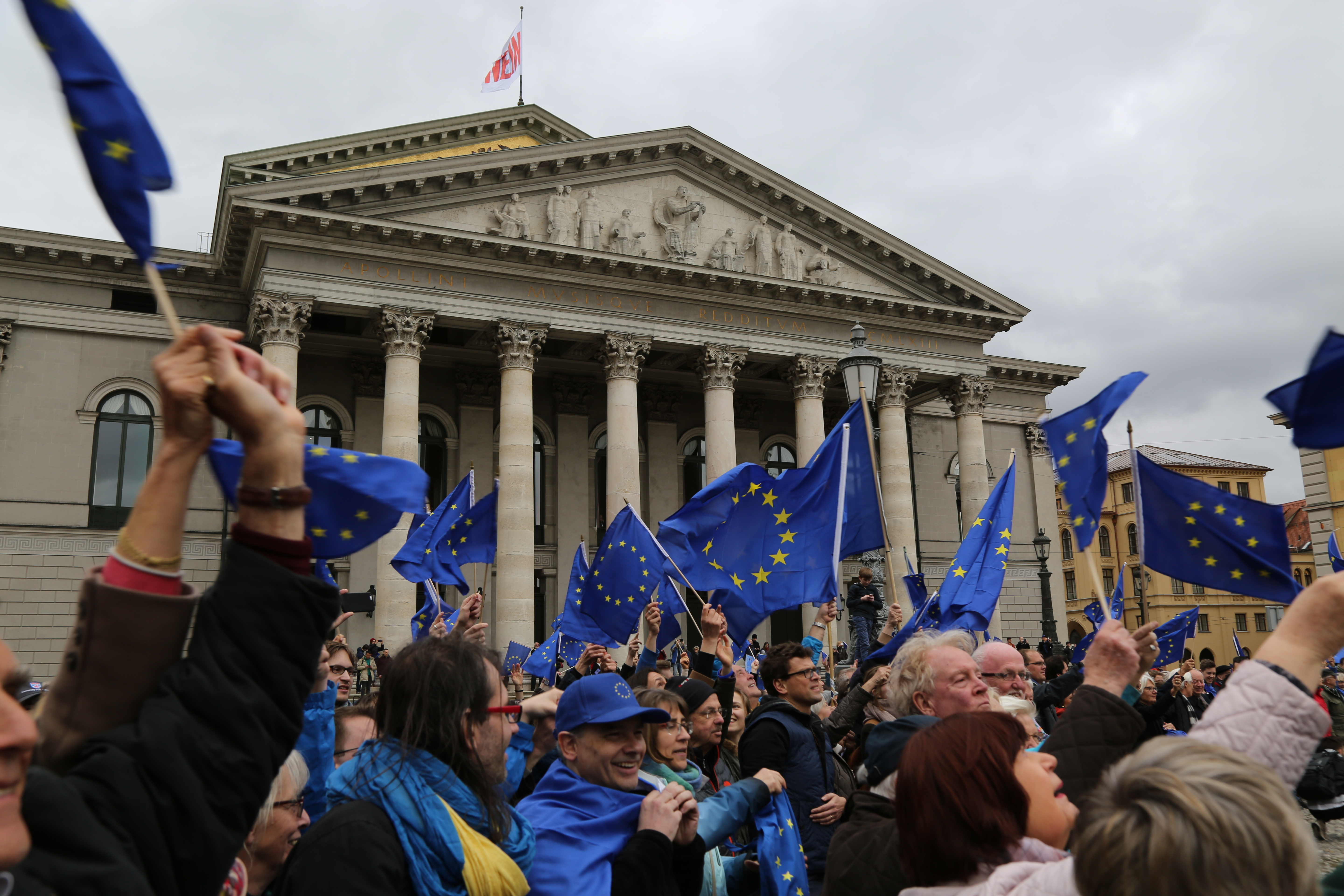
Pulse of Europe w Monachium, przed gmachem opery, 19 marca 2017

Pulse of Europe (ang. Puls Europy) – proeuropejski ruch obywatelski założony pod koniec roku 2016 we Frankfurcie nad Menem, którego celem jest zachęta mieszkańców Unii Europejskiej do publicznego promowania tożsamości europejskiej. Ruch ma być przeciwwagą dla prawicowych i nacjonalistycznych partii o programie eurosceptycznym.

## Podstawowe wartości i cele
Pulse of Europe sformułowało dziesięć zasad przewodnich dla swojej działalności:
1. Europa nie może się rozpaść: idea Unii Europejskiej jest zagrożona przez przewagę partii eurosceptycznych w nadchodzących (2017) wyborach we Francji, Holandii i Niemczech. Ruch zachęca obywateli o poglądach proeuropejskich do wyrażenia poparcia dla Unii Europejskiej i głosowania na partie proeuropejskie.
2. Zagrożenie dla pokoju: Unia Europejska jest głównym gwarantem pokoju w Europie i dlatego nie wolno dopuścić do jej rozpadu.
3. Jesteśmy odpowiedzialni: wszystkie grupy społeczne są zobowiązane do przeciwdziałania próbom podzielenia Unii.
4. Idź na wybory: proeuropejscy wyborcy stanowią „milczącą większość”, która może zdecydować o wyniku wyborów
5. Prawa człowieka i rządy prawa są nienaruszalne:  w obliczu niedawnych prób ograniczenia wolności prasy w niektórych krajach europejskich „wolność osobista, sprawiedliwość i rządy prawa muszą zostać zachowane w całej Europie”
6. Swobody europejskie nie podlegają dyskusji: swobody europejskie są osiągnięciami historycznymi, które przekształciły pojedyncze państwa narodowe w jedną wspólnotę. Równowaga między prawami a obowiązkami obywatelskimi musi być zachowana we wszystkich krajach Unii.
7. Potrzeba reform: koncepcja europejskości musi zostać zredefiniowana, aby zapewnić poparcie obywateli dla działań Unii Europejskiej
8. Traktuj obawy poważnie: obawy dotyczące Unii Europejskiej powinny nie powinny pozostać bez odpowiedzi. Na każdą wątpliwość powinno znaleźć się rozwiązanie, co pozwoli przywrócić zaufanie do Unii.
9. Różnorodność i wspólne wartości: tożsamość europejska może istnieć przy zachowaniu regionalnej i narodowej różnorodności, które ją wzbogacają
10. Wszyscy możemy i powinniśmy być tego częścią: Pulse of Europe postrzega się jako ruch wolny od powiązań politycznych bądź religijnych, poświęcony wyłącznie zachowaniu społeczeństwa obywatelskiego w Europie

## Założenie i rozwój
Ruch obywatelski został założony przez niemieckiego prawnika Daniela Rödera i jego żonę Sabine. Za pośrednictwem znajomych i sieci społecznościowych zwołali pierwsze publiczne zgromadzenie we Frankfurcie pod koniec listopada w roku 2016. Dołączyło do nich około 200 osób. Kolejne cotygodniowe demonstracje nastąpiły w styczniu 2017. Za ich przykładem podążyły podobne inicjatywy w Karlsruhe, Freiburgu, Kolonii i Amsterdamie.
Inicjatywa przyciągnęła uwagę mediów również w Holandii, Danii, Wielkiej Brytanii, Korei i Francji. Pierwsza francuska manifestacja miała miejsce 26 lutego w Paryżu.
Obecnie cotygodniowe demonstracje mają miejsce w wielu europejskich miastach w niedziele o 14:00. 5 marca demonstracje odbyły się w 35 miastach, z tego 28 w Niemczech. Liczby uczestników wahały się od 40 do ponad 3000. 12 marca ponad 20000 ludzi demonstrowało w ponad 40 miastach.

Pulse of Europe w Kolonii, 19 marca 2017